# Campagne de Chickamauga
Batailles
Seconde bataille de Chattanooga • Bataille de Davis' Cross Roads • Bataille de Chickamauga
La campagne de Chickamauga regroupe les manœuvres militaires et les combats qui opposèrent l'armée nordiste du Cumberland à l'armée sudiste du Tennessee, dans le nord-ouest de l'État de Géorgie, du 21 août au 20 septembre 1863, pendant la guerre de Sécession.
La campagne débuta brillamment pour le commandant nordiste William S. Rosecrans, lorsque ses troupes occupèrent la ville stratégique de Chattanooga (Tennessee) et forcèrent leurs adversaires Confédérés à se retirer dans le nord de la Géorgie. Mais la contre-attaque confédérée à la Chickamauga obligea Rosecrans à battre en retraite et à s'enfermer dans Chattanooga, permettant aux Sudistes d'organiser le siège de la ville.

## Contexte

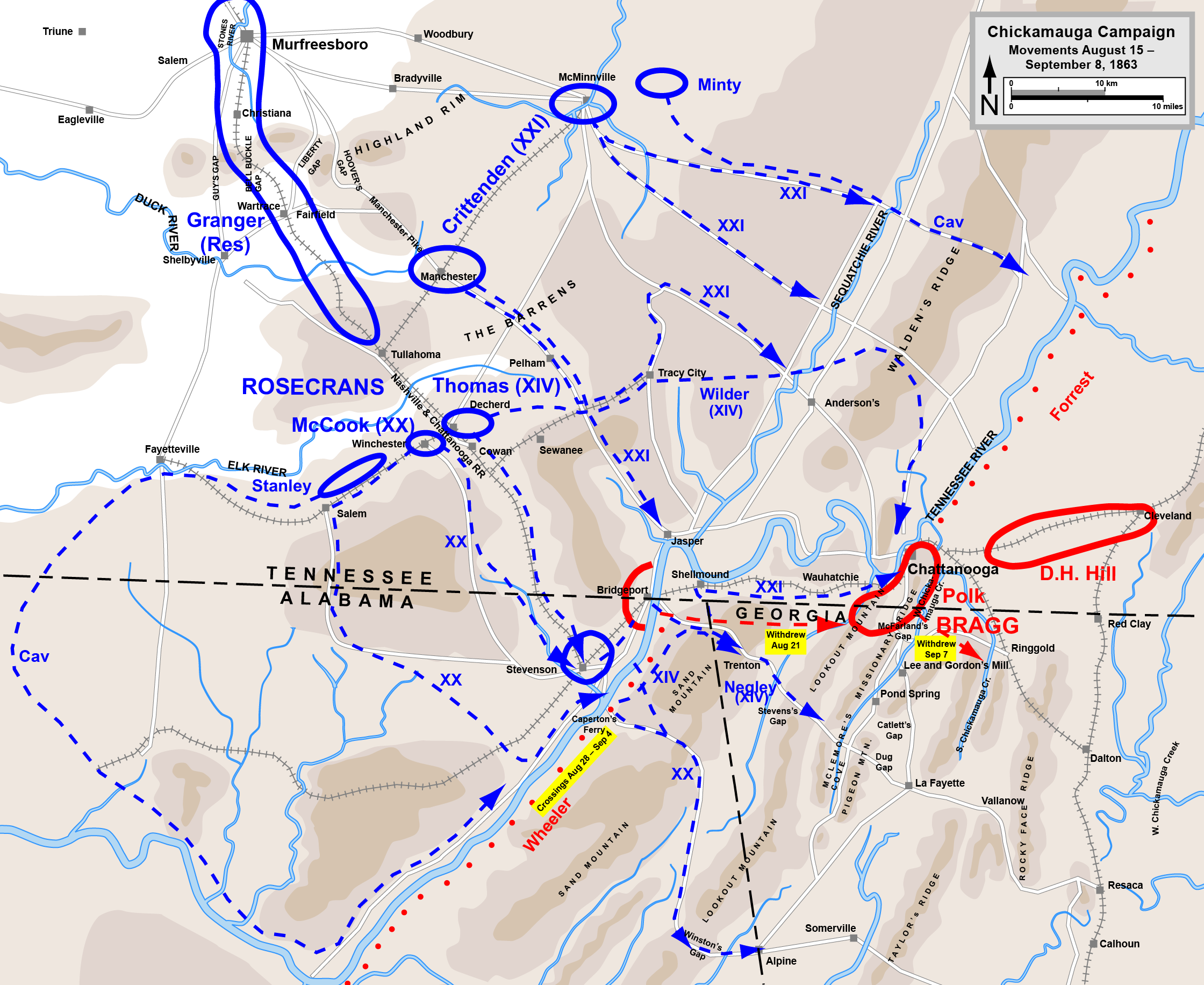
Carte de la campagne de Chickamauga (Hal Jespersen).
Confédérés
Union

Lors de sa brillante campagne de Tullahoma, au printemps 1863, William S. Rosecrans, se frayant un chemin vers le sud-ouest en partant de Murfreesboro, déborda son adversaire sudiste Braxton Bragg et le força à abandonner le Tennessee central et à se replier sur la ville de Chattanooga, perdant seulement 569 de ses soldats dans l'action.
Le major-général Henry W. Halleck, alors général en chef de l'Union, et le Président Abraham Lincoln insistèrent alors pour que Rosecrans s'empare rapidement de Chattanooga. Une telle prise ouvrirait la « porte du Sud profond » et la route d'Atlanta.
Située à l'extrême sud-est du Tennessee, à la frontière avec la Géorgie, la ville de Chattanooga est logée dans une plaine étroite orientée nord-est/sud-ouest, formée par un méandre du cours navigable du Tennessee. La ville, adossée à la rive sud du Tennessee, est surplombée au sud-ouest par un relief en proue de navire (Lookout Mountain), et bordée à l'est par un contrefort escarpé de plusieurs kilomètres de long (Missionary Ridge). C'était, à l'époque de la guerre de Sécession, un nœud ferroviaire vital, avec des lignes partant vers le nord en direction de Nashville et de Knoxville et une autre se dirigeant vers le sud en direction d'Atlanta. C'était aussi une cité industrielle d'importance, fournissant du charbon et de l'acier ,,,,,.
Fin juillet 1863, l'armée sudiste du Tennessee, que commandait Braxton Bragg, comptait 52 000 hommes, mais le gouvernement confédéré lui rattacha le Département du Tennessee oriental (Department of East Tennessee), commandé par le major-général Simon B. Buckner, ce qui lui apportait 17 800 hommes supplémentaires, mais étendait sa zone d'action vers le nord jusqu'aux alentours de Knoxville. Bragg, qui devait déjà faire face à l'hostilité ouverte de deux de ses subordonnés (le lieutenant-général Leonidas Polk et le major-général William J. Hardee), hérita avec Buckner d'un troisième adjoint qui ne faisait pas mystère pas son mépris pour le général commandant l'armée,. Son attitude remontait à 1862 et à la tentative d'invasion du Kentucky (son État natal) par Bragg. Elle n'avait pas été améliorée par la perte du commandement que lui coûtait l'absorption de son armée par celle de Bragg,.
En juillet, Bragg reçut une bonne nouvelle : Hardee avait demandé son transfert au Mississippi, mais il fut remplacé par le lieutenant-général D.H. Hill, un officier qui venait du théâtre de Virginie où il ne s'était pas entendu avec Robert E. Lee.
Début août, le ministère de la Guerre confédéré demanda à Bragg s'il était en mesure, moyennant l'envoi de renforts en provenance du Mississippi, d'engager l'offensive contre Rosecrans. Il protesta, invoquant les défis logistiques et les obstacles topographiques, préférant laisser à Rosecrans le soin de se colleter avec ces problèmes en lui laissant l"initiative de l'attaque. Il était également inquiet de la présence d'un contingent important de l'Union, commandé par le major-général Ambrose E. Burnside, qui menaçait Knoxville. Bragg rappela les unités confédérées avancées qui avaient pris position autour de Bridgeport, ce qui laissait à Rosecrans le champ libre sur la rive nord du Tennessee. Puis il concentra ses deux corps d'infanterie autour de Chattanooga et confia la protection de ses flancs à la cavalerie, du nord de l'Alabama jusqu'à Knoxville,,,.

## Batailles

### Seconde bataille de Chattanooga (21 août 1863)
Rosecrans ordonna de bombarder Chattanooga depuis la rive ouest du Tennessee et d'engager des escarmouches avec le gros des forces confédérées qui occupaient la ville, pour masquer la progression de la colonne qu'il avait envoyé opérer un mouvement tournant par le sud-ouest de la ville. D'autres unités nordistes furent déployées le long de la rivière, vers l'est. La diversion réussit, et Bragg concentra ses forces vers l'est de Chattanooga. Après avoir constaté que la position était intenable, il abandonna la ville le 6 septembre et battit en retraite vers le nord de la Géorgie, toute proche.

### Bataille de Davis's Cross Roads (10–11 septembre 1863)

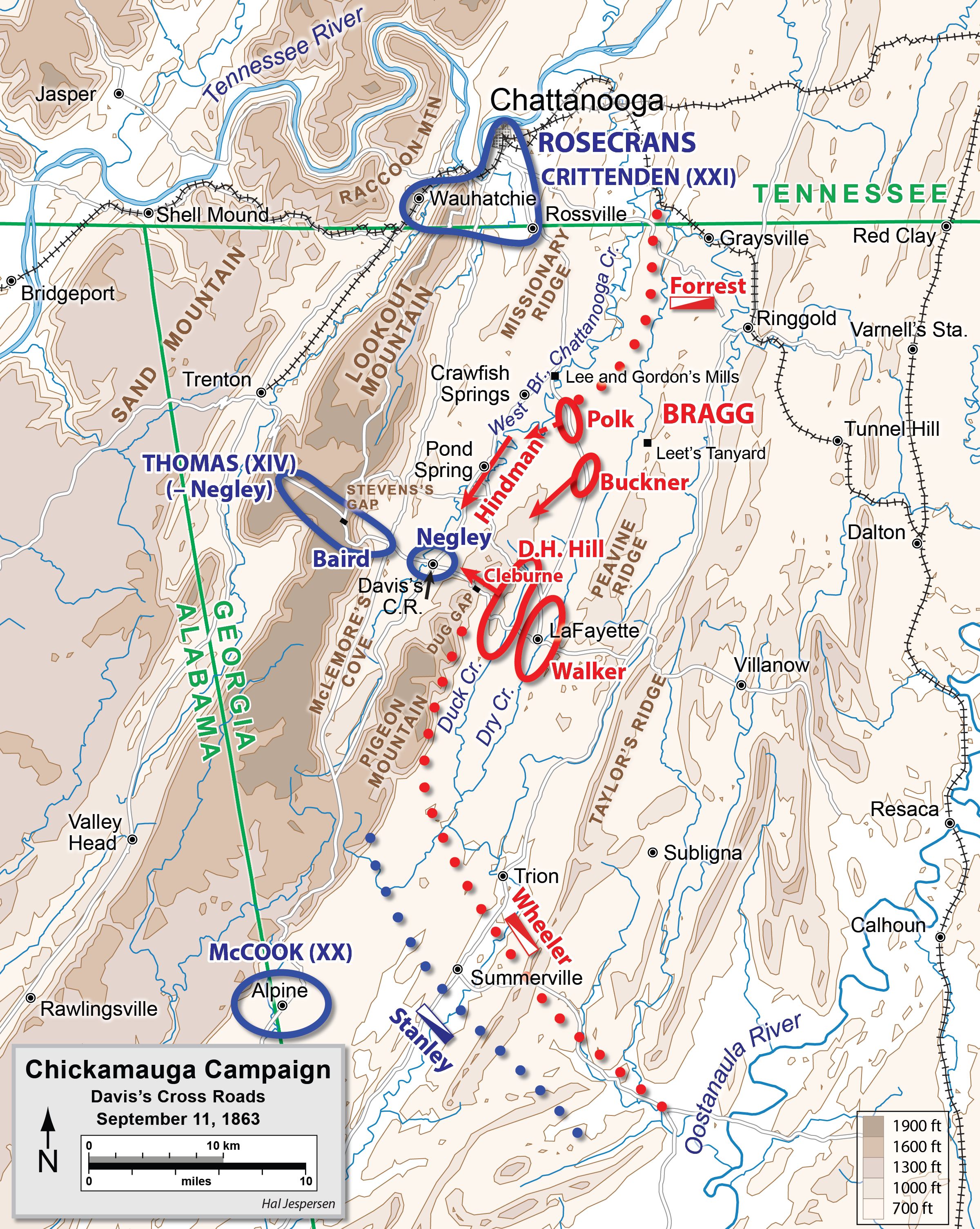
Bataille de Davis' Cross Roads.

Bragg tenta de s'en prendre à une division isolée du XIVe corps d'armée de l'Union, commandée George H. Thomas, avant que Rosecrans ne puisse regrouper ses forces à cet endroit. Il ordonna aux divisions de Thomas Hindman et de Patrick Cleburne de joindre leurs forces et de se lancer à l'assaut sous la conduite de Hindman. Mais des problèmes dans l'acheminement des ordres retardèrent l'arrivée de Cleburne, permettant à Thomas de consolider sa division avec le reste de son corps d'armée. Le 11, quand les deux divisions rebelles eurent opéré leur jonction, elles ne parvinrent pas à lancer une attaque coordonnée sur les positions tenues par les hommes de Thomas et furent repoussées.

### Bataille de Chickamauga (19–20 septembre 1863)

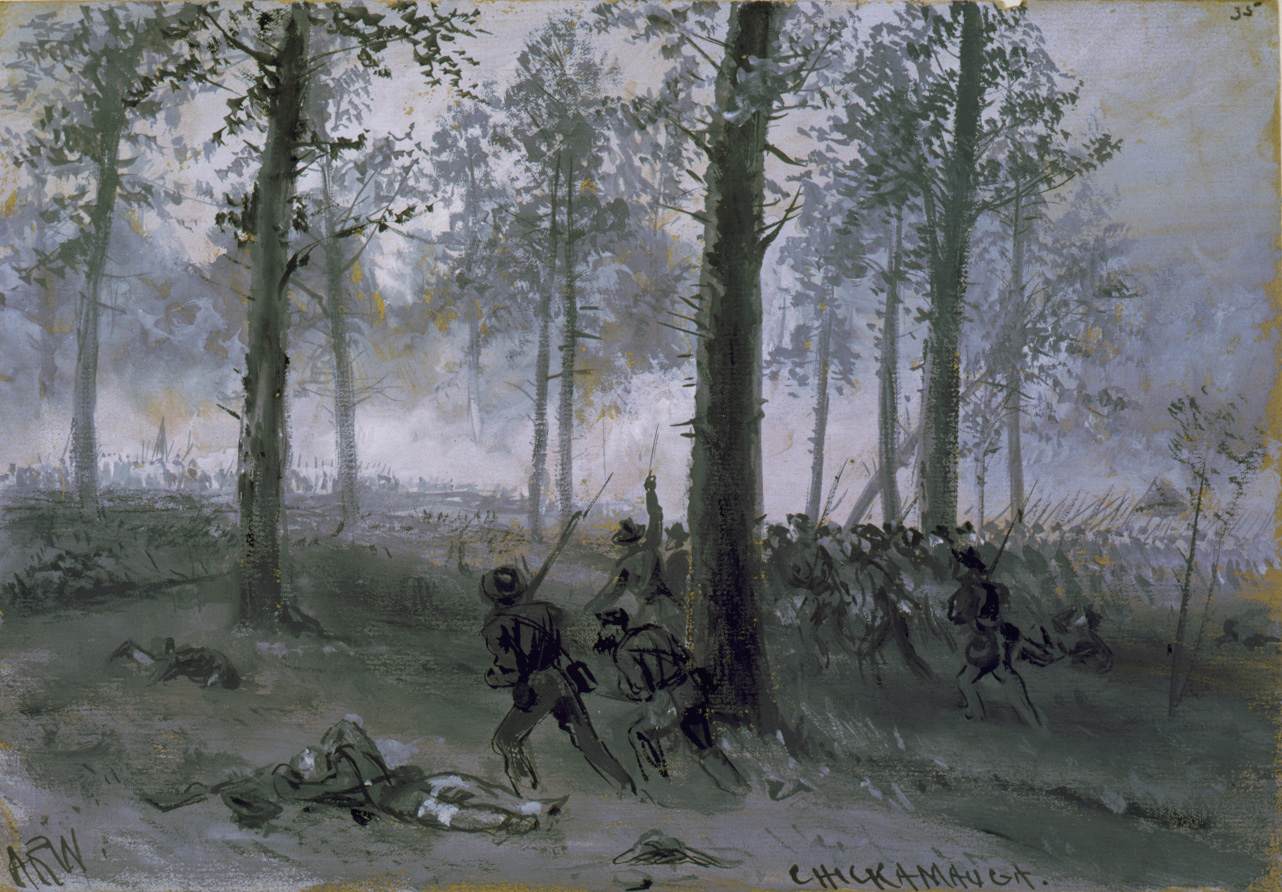
Bataille de Chickamauga. Les Confédérés progressent vers les hauteurs, en traversant la forêt, vers les lignes nordistes (par Alfred Waud, Bibliothèque du Congrès).

Persuadé que les nordistes du XXIe Corps commandés par Thomas Leonidas Crittenden étaient coupés du reste de l'armée de l'Union, Bragg ordonna à ses troupes de converger vers Lee's and Gordon's Mills ; Rosecrans, quant à lui, avait concentré ses forces le long de Chickamauga Creek.
Des détachements du corps d'armée de Thomas affrontèrent la cavalerie confédérée le 19 septembre et les deux commandants alimentèrent l'engagement en dépêchant des renforts. La journée se termina de manière indécise. Le lendemain, Bragg avait ordonné des assauts échelonnés en commençant, à l'aube, avec son aile gauche, mais Polk, qui commandait celle-ci, n'assura pas la supervision nécessaire. Les attaques se produisirent avec quatre heures de retard et se révélèrent impuissantes à déloger les Nordistes de leurs positions.
Peu après onze heures du matin, des Confédérés appartenant au corps d'armée de Longstreet s'engouffrèrent dans une brèche ouverte dans les rangs de l'Union et mirent en déroute une bonne partie de l'armée nordiste. Thomas regroupa ses hommes autour de Snodgrass Hill et tint en respect les rebelles pendant le restant de l'après-midi, avant de battre en retraite vers Chattanooga au coucher du soleil.

## Conséquences
Après la bataille de Chickamauga, Rosecrans se réfugia à Chattanooga. L'armée du Tennessee et celle du Potomac lui envoyèrent des renforts. Crittenden et Alexander McDowell McCook, commandant du XXe Corps de l'Union furent accusés de négligence et remplacés le 28 septembre (ils furent ensuite innocentés). U.S. Grant, récemment promu à la tête de la Division militaire du Mississippi et responsable des forces de l'Union assiégées à Chattanooga, décida, le 19 octobre, de remplacer Rosecrans par G.H. Thomas.
Les Nordistes de l'armée du Tennessee souffrant déjà, avant la bataille de Chickamauga, d'un problème de ravitaillement et n'ayant pas les pontons qui leur auraient permis de franchir la rivière à laquelle ils étaient adossés, Bragg décida de mettre le siège devant Chattanooga. Les Confédérés occupèrent ainsi Missionary Ridge et établir une ligne de sentinelles sur la rive sud de la rivière en direction de l'Alabama. Les tireurs d'élite rebelles dissuadaient les convois de ravitaillement d'atteindre Chattanooga.